# دانشگاه رافائل بلسو چاسین
دانشگاه رافائل بلسو چاسین (به اسپانیایی: Universidad Rafael Belloso Chacín) یک دانشگاه در ونزوئلا است که در ماراکایبو واقع شده‌است.